# Грешница (сериал)
Вижте пояснителната страница за други значения на Грешница.
Грешница (на испански: Pecadora) е колумбийска теленовела, създадена от Вероника Суарес.

## Сюжет
Лус Мария работи като танцьорка в нощен клуб. Тя се срамува да признае с какво наистина се занимава и измамва всички около себе си, пазейки ревностно своя личен живот, заобиколена от малко приятели. Но когато среща Бруно, нейният таен живот започва да ѝ тежи и накрая разрушава щастието ѝ.

## В България
В България е излъчен за пръв път по Zone Romantica.
Излъчен е повторно по Диема Фемили с дублаж на български. Ролите се озвучват от артистите Яница Митева, Христина Ибришимова, Лиза Шопова, Георги Георгиев-Гого, Стефан Сърчаджиев-Съра и Васил Бинев.